# Centrum Obywatelskich Inicjatyw Ustawodawczych Solidarności
Centrum Obywatelskich Inicjatyw Ustawodawczych Solidarności (COIU "S") – zespół ekspertów prawniczych „Solidarności”, w skład którego weszło ponad 100 specjalistów z różnych dziedzin prawa i 200 współpracowników z całej Polski. 
Centrum Obywatelskich Inicjatyw Ustawodawczych Solidarności powstało podczas I Ogólnopolskiego Forum Pracowników Wymiaru Sprawiedliwości, które zostało zorganizowane z inicjatywy „Solidarności” w Sądzie Wojewódzkim w Krakowie i na Uniwersytecie Jagiellońskim 17 i 18 stycznia 1981 r. Pomysłodawcą powstania Centrum był sędzia Kazimierz Barczyk, który został również wybrany prezesem COIU „S” i ogłosił powołanie społecznej komisji kodyfikacyjnej Prawa Karnego COIU „S” na czele z nestorem polskich karnistów prof. Władysławem Wolterem oraz Andrzejem Zollem.
13-14 czerwca 1981 r. podczas II Ogólnopolskiego Forum Prawników COIU „S" poświęconemu praworządności z udziałem kilkuset prawników z całej Polski w Auli UJ, na wniosek prezesa COIU "S" Kazimierza Barczyka powołano agendę - Społeczną Radę Legislacyjną złożoną z 21 teoretyków prawa i 21 praktyków dla kompleksowej oceny stanu prawa i potrzeb jego zmian.
Społeczna Rada Legislacyjna ukonstytuowała się w trakcie III Ogólnopolskiego Forum Prawników, które odbywało się w auli Uniwersytetu Jagiellońskiego 28 i 29 listopada 1981 r. na jej czele stanął nestor polskich cywilistów prof. Stefan Grzybowski, którego zastępcami zostali sędzia Sądu Najwyższego i była Minister Sprawiedliwości Zofia Wasilkowska, Przewodniczący Komitetu Nauk Prawnych Polskiej Akademii Nauk prof. Wacław Szubert, prorektor UJ prof. Andrzej Kopff, dr Andrzej Rozmarynowicz i prof. Władysław Wolter. Sekretarzem Społecznej Rady Legislacyjnej został Kazimierz Barczyk. Partnerami Forum byli m.in. Naczelna Rada Adwokacka, Stowarzyszenie Radców Prawnych, KKK PWS "S" Prokuratury, "S" Sądu Najwyższego oraz „S” Sądu Wojewódzkiego w Krakowie.
Działalność Centrum Obywatelskich Inicjatyw Ustawodawczych przerwał wybuch stanu wojennego. Natomiast jego restytucję umożliwiły zmiany ustrojowe, które zaszły w Polsce w 1989 r. Wówczas Centrum i jego Społeczna Rada Legislacyjna były głównym zespołem ekspertów ogólnopolskiej „S”, a następnie Obywatelskiego Klubu Parlamentarnego i Senatu I kadencji.
W trakcie swoich prac COIU "S" przygotowało reformę prawa w Rzeczypospolitej opracowując kilkadziesiąt społecznych projektów ustaw m.in.:
- założenia Konstytucji
- Kodeks Karny,
- Kodeks Postępowania Karnego,
- KPK z sędzią śledczym,
- Kodeks Karny Wykonawczy,
- Kodeks Pracy,
- Ustawę Wypadkową,
- Prawo Prasowe,
- Ustawę o Wolnym Dostępie do Informacji w Życiu Publicznym,
- Prawo Cywilne,
- Prawo Rolne,
- Ustawę o Ochronie Konsumenta,
- Prawo Gospodarcze,
- Ustawę o Przedsiębiorstwie i Samorządzie,
- Prawo o Ustroju Sądów Powszechnych,
- Ustawę o Sądzie Najwyższym,
- Ustawę o Prokuraturze PRL,
- Ustawę o Krajowej Radzie Sądownictwa,
- Prawo o Notariacie,
- Ustawę o Radcach Prawnych,
- Ordynację Wyborczą do Rad Narodowych,
- Ustawę o Samorządzie Terytorialnym,
- Prawo o Zgromadzeniach,
- Ustawę o Prokuratorii Generalnej,
- Prawo Wyznaniowe,
- Ustawę o Adwokaturze,
- Ustawę o Ministrze Spraw Wewnętrznych,
- Ustawę o Policji,
- Ustawę o Urzędzie Ochrony Państwa,

Centrum Obywatelskich Inicjatyw Ustawodawczych "Solidarności" zakończyło pracę w 1992 roku. 
W ocenie prof. Stanisława Grodziskiego: „obywatelskie inicjatywy ustawodawcze „Solidarności” należy, bez żadnych wątpliwości ustawić w szeregu największych działań reformatorskich w historii społeczeństwa i państwa polskiego co najmniej od Konstytucji Trzeciego Maja”.
Prace COIU „S” zostały opisane w publikacji pt. Wkład krakowskiego i ogólnopolskiego środowiska prawniczego w budowę podstaw ustrojowych III Rzeczypospolitej (1980-1994). Projekty i inicjatywy ustawodawcze, ludzie, dokonania i oceny pod redakcją prof. Stanisława Grodziskiego.